# Ein Alibi zerbricht
Ein Alibi zerbricht ist ein österreichischer Kriminalfilm von Alfred Vohrer aus dem Jahr 1963. Gedreht wurde von September bis Oktober 1963 in Wien und in den Rosenhügel-Filmstudios. Uraufführung war am 29. November 1963 im Massenstart.

## Handlung
Dr. Maria Rohn übernimmt die Pflichtverteidigung für einen Lastwagenfahrer, der auf der nächtlichen Autobahn einen Mann totgefahren hat. Der Mann, Siebeck, behauptet, zwei Männer hätten den Überfahrenen auf die Straße geschleift und direkt vor seinen Wagen geworfen; er habe nicht mehr ausweichen können. Die Polizei schenkt Siebeck keinen Glauben, doch seine Anwältin spürt, dass er die Wahrheit sagt.
Abends erzählt sie ihrem Mann Günther von ihrem neuen Fall. Der reagiert in ungewohnter Weise und versucht Maria zu überreden, den Fall abzugeben. Sie jedoch recherchiert in der Sache aus eigenem Antrieb und unabhängig von den polizeilichen Ermittlungen, weil ihr die Geschichte keine Ruhe lässt und auch, weil der Tote nicht identifiziert werden konnte. Auf der Mordkommission sieht sie eine Zeichnung, die den Toten darstellen soll. Die Zeichnung ist nicht sehr aussagekräftig, aber das Gesicht des Ermordeten taugt wohl noch weniger zur Wiedererkennung. Sie bittet, man möge die Zeichnung in der Zeitung veröffentlichen, was zum gewünschten Erfolg führt, denn der Mann wird von einem Hotelportier erkannt. Es handelt sich um einen Bauingenieur namens Kessler aus Kaiserslautern. Als sich herausstellt, dass jemand Kesslers Hotelrechnung bezahlt und sein Gepäck mitgenommen hat, als der Mann bereits tot war, verdichtet sich der Verdacht, dass es Mord war und kein Unfall. Maria berichtet Günther von ihrer erfolgreichen Detektivarbeit und der Haftentlassung Siebecks. Der wird immer abweisender und aggressiver. Zufällig entdeckt sie einen Notizzettel ihres Mannes, auf dem der Name Kessler erscheint. Diese Notiz muss er aber gemacht haben, noch bevor sie ihm den Namen des Toten gesagt hat. Zutiefst beunruhigt stellt sie ihren Mann zur Rede. Der gibt zu, Kessler noch aus jenen ersten Aufbautagen nach dem Krieg gekannt zu haben. Es stellt sich heraus, dass seine engsten Mitarbeiter und Kollegen Dr. Hartleben und Wasneck auch in eine Sache verwickelt sind, die mit Kessler zu tun hat. Kessler habe seinerzeit am schmutzigsten um Auftraggeber und Pfründen gekämpft und sei in der Folge für einige Jahre im Gefängnis gelandet. Gerade entlassen, habe er Rohn, Hartleben und Wasneck aufgesucht, um sie mit seinem Wissen um einen damals begangenen Totschlag zu erpressen. Es kam zu einer Auseinandersetzung und dem Entschluss, dass Kessler zum Schweigen gebracht werden müsse.
Neben dem Überfahrenen fand man eine zerbrochene Brille, die diesem, wie sich aber herausstellte, nicht gehörte. Maria fügt Detail zu Detail in ihrer Recherche und das Puzzle zeigt ihr ein furchtbares Bild. Ihr Mann und seine Kollegen sind direkt in den Fall verwickelt, vielleicht sogar die Mörder Kesslers. Erst Hartleben, dann auch Wasneck versuchen Maria zu warnen, Rohn nicht weiter in die Enge zu treiben, und auch die Ehefrau von Wasneck, Hanne, bemüht sich vergeblich, Maria zur Loyalität zu ihrem Mann zu bewegen.
Als all dies nicht fruchtet und Maria keinen anderen Weg sieht, als die Wahrheit ans Licht zu bringen, um die Schuldigen ihrer gerechten Strafe zuzuführen, zerbricht der letzte Rest von Gefühl zwischen den Eheleuten Rohn, und Günther beschließt, dass seine Frau sterben muss. Er plant, unterstützt von seinen Partnern Hartleben und Wasneck und dessen Frau Hanne, einen inszenierten und tödlichen Unfall für Maria. Hanne soll, gehüllt in einen auffälligen Mantel von Maria, zu nächtlicher Stunde auf der Baustelle auftauchen und dort gesehen werden, während Rohn arrangiert hat, dass er zuhause von der Haushälterin gesehen wird. Maria wird betäubt und zur Baustelle gefahren. Wasneck sucht seine Frau, denn Maria soll ihren Mantel tragen, wenn sie später tot gefunden wird. Da tauchen Beamte der Mordkommission auf der Baustelle auf, nachdem man dort zu den gleichen Untersuchungsergebnissen gekommen ist wie Maria und erkannt hat, dass sie in großer Gefahr ist. Die Beamten lassen die Beleuchtung auf der nächtlichen Baustelle einschalten. Wasneck findet Hanne, die von einem ungesicherten Obergeschoss aus abgestürzt ist, tot auf dem Boden. Hartleben wird festgenommen. Für Wasneck ist ein Leben ohne Hanne sinnlos und er wehrt sich nicht gegen die Festnahme. Rohn versucht über die Baustelle zu fliehen, verfolgt von einem Polizeibeamten, den er niederschießt. Maria folgt ihm und nimmt die Pistole, die dem Polizisten aus der Hand gefallen ist, auf und kurze Zeit darauf steht sich das Ehepaar gegenüber, beide mit einer Waffe, die sie auf den Partner richten. Wasneck will verhindern, dass die einzige bisher von Schuld Freie nun in dieser verzweifelten Lage auch zur Mörderin wird. Er nutzt einen Augenblick, in dem alle Blicke auf das Ehepaar gerichtet sind und ihn nicht beachten, ergreift eine Pistole und erschießt Rohn.
Der Vorspann weist darauf hin, dass der Verfilmung ein tatsächliches Vorkommnis zugrunde liegt.

## Kritiken
„[…] sodaß man diesen überreich mit Dialog bedachten, elegant aufgemachten, gut musikuntermalten und technisch sauberen Streifen als KEINEN LEUWERIK-FILM herausstellen, doch für […] ganz spannend in Nota nehmen kann.“

„Mehr am Dekor als an den Personen interessierter Gerichtsfilm; oberflächlich und steril inszeniert“